# Bois-Brûlés
Cet article possède un paronyme, voir Brûlé.

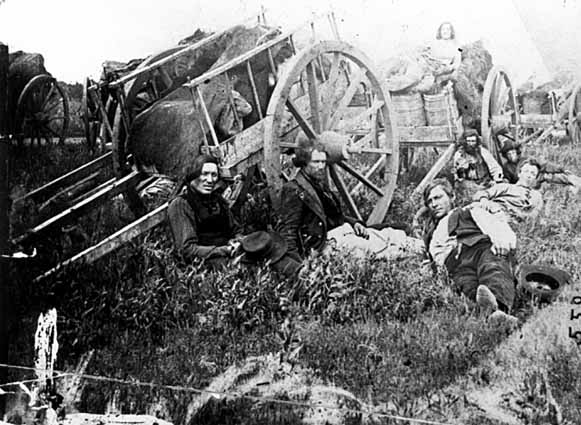
Métis le long de la rivière Rouge.

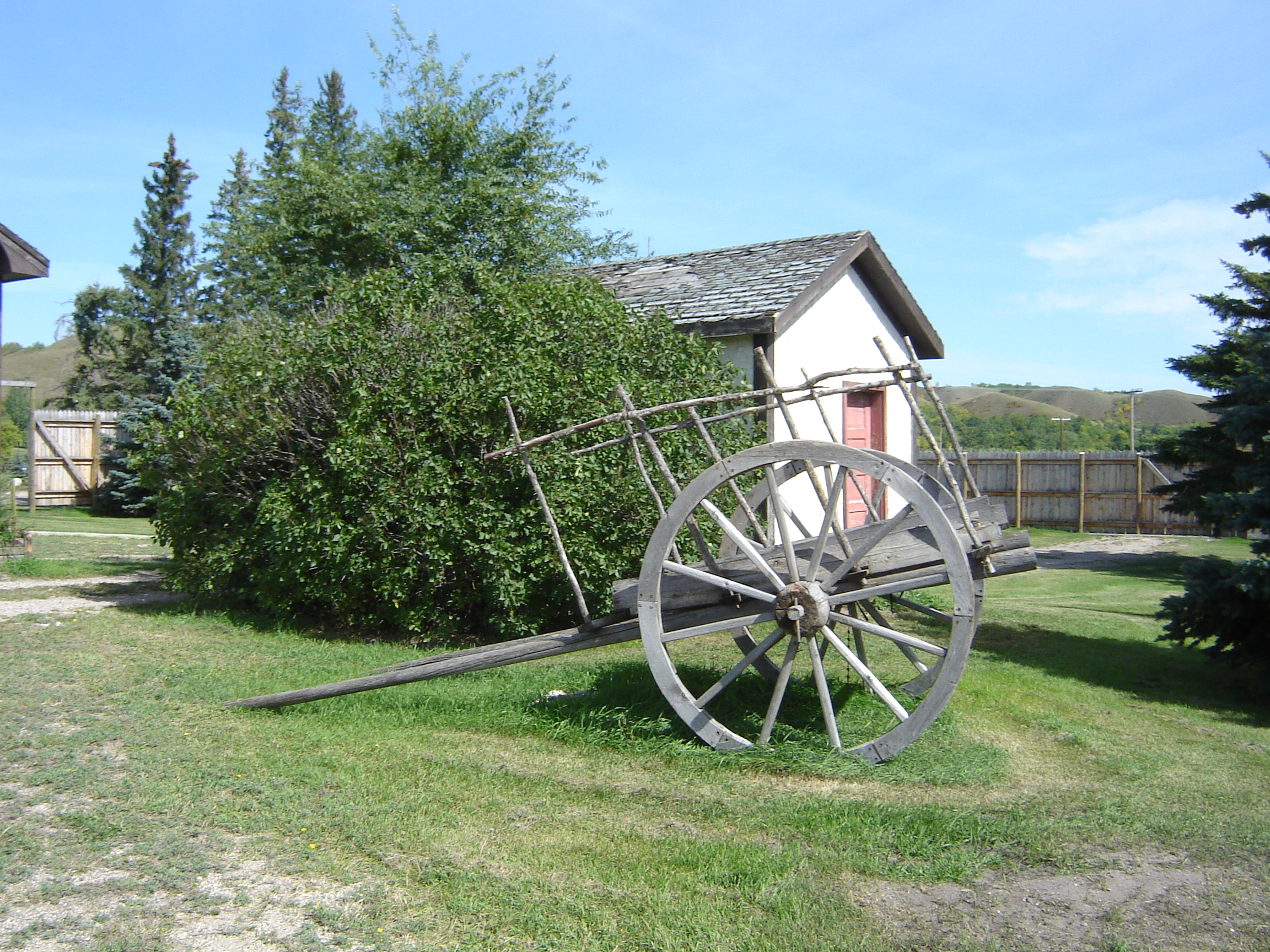
Charette à bœufs des métis près de la rivière Qu'Appelle (reconstitution).

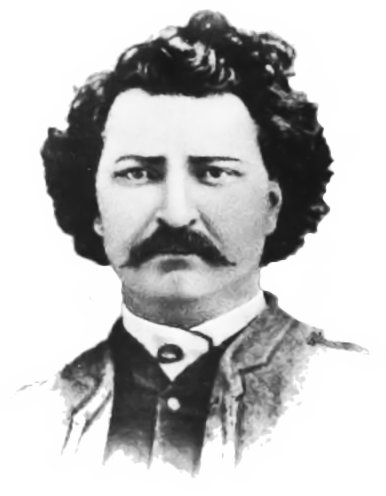
Louis Riel, chef des Bois-Brûlés.

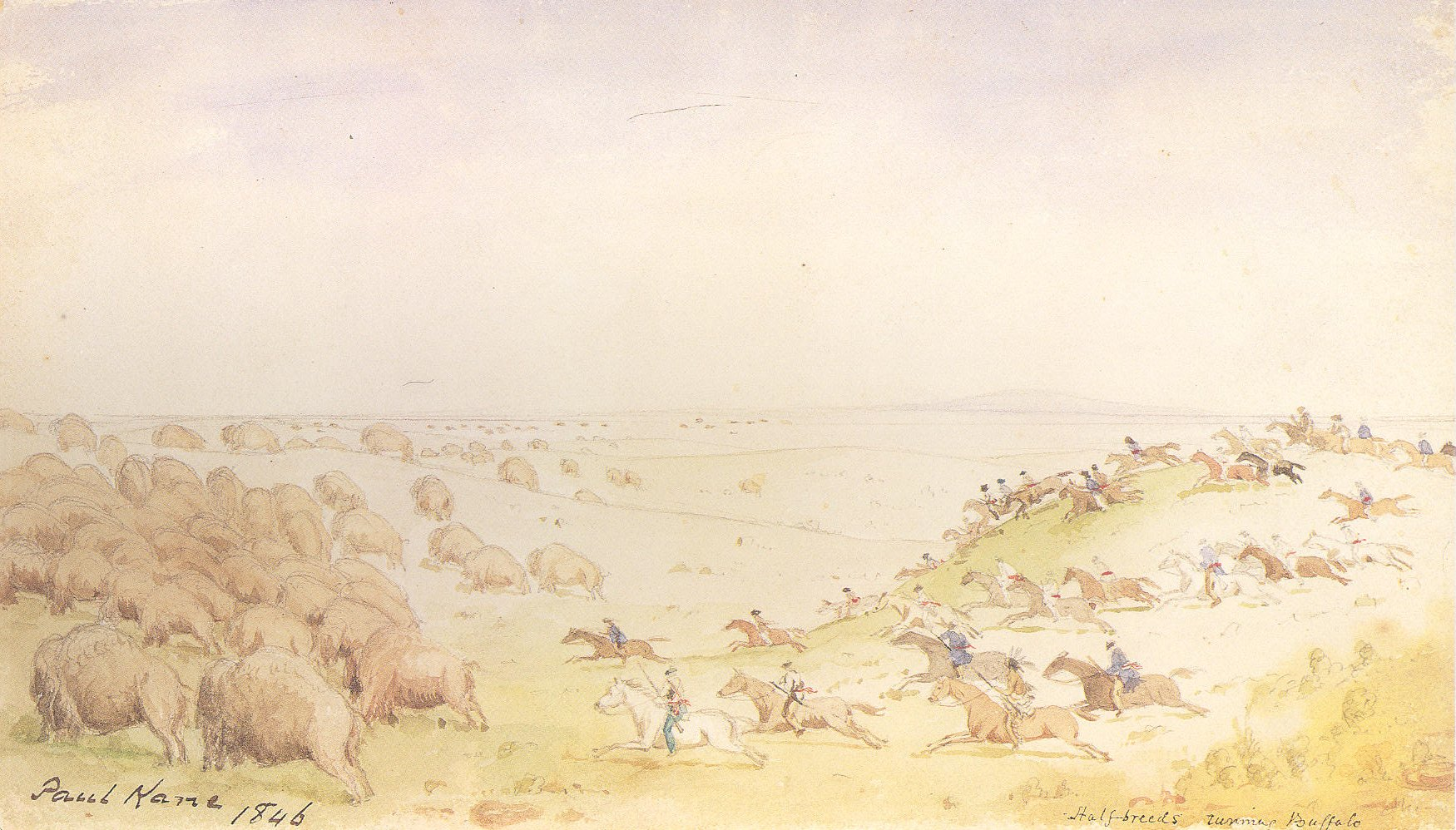
Métis chassant les bisons.

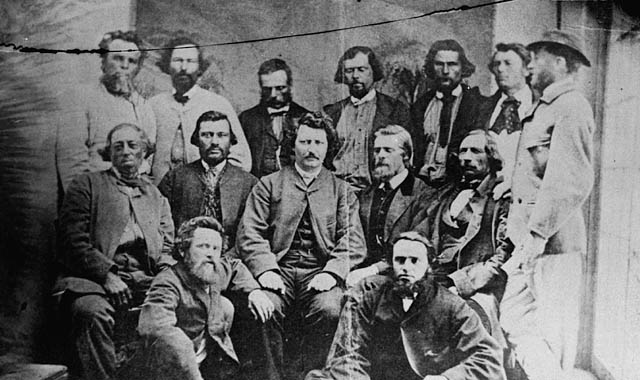
Gouvernement provisoire métis avec Louis Riel au centre.

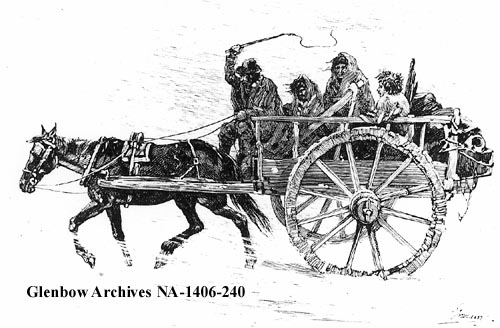
Métis arrivant dans la région de la Saskatchawan.

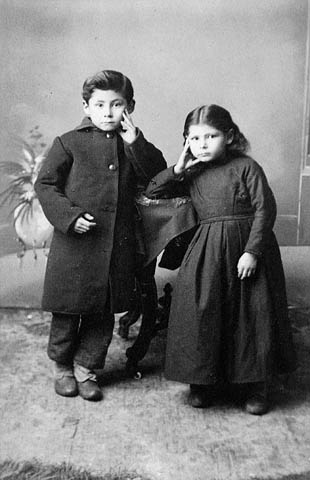
Les enfants métis de Louis Riel.

Les Bois-Brûlés furent une communauté humaine constituée de Métis issus de l'union d'Amérindiens et de Canadiens-français au cours du XIXe siècle dans le territoire des futures provinces du Manitoba et de la Saskatchewan.

## Terminologie
Les trappeurs, coureurs des bois et colons canadiens-français qui émigrèrent vers les nouvelles contrées de l'Ouest Canadien, s'unirent aux membres des diverses tribus amérindiennes et donnèrent naissance à une génération nouvelle dénommée dès le XVIIIe siècle "Sang mêlé" et qui reçut, le siècle suivant le surnom de "Bois-brûlé", à cause de la couleur de leur peau. Plus tard, vers le milieu du XIXe siècle, ils s'appelleront "Métis".

## Conscience métisse
Dès le début du XIXe siècle, les Métis prennent conscience qu'ils forment de plus en plus une communauté différente de celle des Canadiens d'origine européenne et de celle des Amérindiens, notamment grâce au chef métis Cuthbert Grant.  C’est à ce moment-là qu’ils commencent à s'identifier comme "Nation des Bois-brûlés", et plus tard comme la "nation métisse". Les principaux chefs des Bois-Brûlés furent Louis Riel père et fils.

## Traditions métisses
Avant l'arrivée des missionnaires franco-canadiens, les colons canadiens-français et leurs descendants métis avaient adopté les traditions des Amérindiens, notamment pour les mariages. Avec l'arrivée des missionnaires catholiques, les Métis franco-canadiens devinrent de fervents catholiques. Les Bois-Brûlés adaptèrent les différents usages en s'unissant d'abord à la mode du pays ancestral des premières Nations, puis en faisant bénir ensuite leur mariage lorsque le missionnaire passait voir ses ouailles dans les contrées éloignées ou quand les Métis se rendaient à Saint-Boniface se faire bénir en la cathédrale de Saint-Boniface. Il en est toujours ainsi à la fin des années 1870 lorsque Louis Riel épousa Marguerite Monette dit Belhumeur.

## Territoire de la Nation des Bois-Brûlés
La Nation métisse des Bois-Brûlés s'était installée le long de la rivière Rouge, autour de Saint-Boniface et Winnipeg, du côté de la rivière Qu'Appelle ainsi qu'autour du lac Athabasca à la limite des provinces de la Saskatchewan et de l'Alberta. Jusqu'en 1870, la Nation des Bois-Brûlés prospérèrent et cette population métisse se développa avec la création de villages. Les distractions sont multiples et la chasse aux bisons bat son plein jusque dans les grandes plaines du Dakota. Les Bois-Brûlés habitaient toutefois la région des Grands Lacs vers les années 1830 également, comme le mentionne Alexis de Tocqueville dans son récit "Quinze jours au désert" ("qui êtes-vous donc, lui dis-je? vous parlez français, et vous avez l'air d'un Indien? Il me répondit qu'il était un Bois-Brûlé, c'est-à-dire le fils d'un Canadien et d'une Indienne.") 

## Conflits
La plupart des Métis s’adonnaient à la traite des peaux et au transport des fourrures. Les Métis Bois-Brûlés travaillaient pour les deux principales compagnies de traite, la Compagnie de la Baie d'Hudson et la Compagnie du Nord-Ouest, compagnies rivales du commerce de fourrure au Canada occidental. La rivalité entre les deux compagnies entraîna un conflit sanglant, notamment lors la bataille de la Grenouillère.
En 1821, les deux compagnies fusionnent et de nombreux Bois-Brûlés se retrouvent sans travail. L'arrivée d'émigrants européens (allemands, Écossais, Irlandais, Polonais et Ukrainiens) ravive les tensions. Les Bois-Brûlés installés dans la région de la rivière Rouge se révoltent contre les mesures du gouvernementales du Canada. La rébellion de la rivière Rouge et la rébellion du Nord-Ouest témoignent du soulèvement populaire de la Nation métisse et francophone des Bois-Brûlés contre l'oppression gouvernementale et la non-reconnaissance de leur droit à créer un État indépendant au Manitoba puis dans la vallée de la rivière Saskatchewan et de la rivière Qu'Appelle. Les forces britanniques finiront par vaincre la résistance du peuple métis et la Nation des Bois-Brûlés, notamment avec l'exécution de leur chef et représentant politique Louis Riel.

## Drapeaux métis des Bois-Brûlés

Métis des Bois-Brûlés de la Saskatchawan
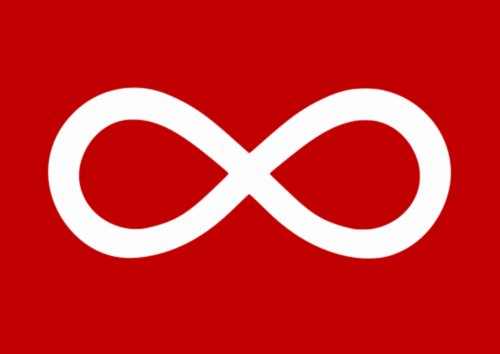
Métis des Bois-Brûlés du Manitoba